# ليندساي لي ووترز
ليندساي لي ووترز (بالإنجليزية: Lindsay Lee-Waters)‏ مواليد 28 يونيو 1977 في أوكلاهوما سيتي، هي لاعبة كرة مضرب أمريكية سابقة بدأت مسيرتها كمحترفة سنة 1994 وكانت تلعب باليد اليمنى. أعلى تصنيف لها في الفردي كان المركز الـ 33 في سنة 1996. أعلى تصنيف لها في الزوجي كان المركز الـ 85 في سنة 2013.

## الخط الزمني للأداء
مفتاح
| ف | ن | ن.ن | ر.ن | د# | د.م | ل | أ.أ | ت | غ | ب | ف | ذ | م.خ | ل.ت |

(ف) فاز بالبطولة (ن) وصل النهائي (ن.ن) نصف النهائي (ر.ن) ربع النهائي (د#) الأدوار الأربعة الأولى (د.م) دور المجموعات (ل) شارك في كأس ديفيز (أ.أ) خرج من الأدوار الاولى (ت) خسر التصفيات التأهيلية (غ) غاب عن الحدث أو البطولة (ب) حصل على ميدالية برونزية (ف) حصل على ميدالية فضية (ذ) حصل على ميدالية ذهبية (م.خ) بطولة الماسترز خُفضت إلى مرتبة أقل (ل.ت) البطولة لم تعقد في السنة المعينة.
لتجنب الارتباك وازدواجية الحساب، يتم تحديث هذه المعلومات إما في نهاية البطولة، أو عندما تكون مشاركة اللاعب في البطولة قد انتهت.

### الفردي
| الدورة            | 1995 | 1996 | 1997 | 2003 | 2004 | 2005 | م.ف    | ف-خ  |
| ----------------- | ---- | ---- | ---- | ---- | ---- | ---- | ------ | ---- |
| أستراليا المفتوحة |      | د1   | د2   | د1   | د2   | د2   | 0 / 5  | 3–5  |
| فرنسا المفتوحة    |      | د1   |      | د1   | د1   |      | 0 / 3  | 0–3  |
| بطولة ويمبلدون    | د2   |      |      | د1   | د1   |      | 0 / 3  | 1–3  |
| أمريكا المفتوحة   | د2   | د1   | د1   |      | د2   | د1   | 0 / 5  | 2–5  |
| فوز-خسارة         | 2–2  | 0–3  | 1–2  | 0–3  | 2–4  | 1–2  | 0 / 16 | 6–16 |

## وصلات خارجية
- ليندساي لي ووترز على موقع رابطة محترفات التنس (الإنجليزية)
- ليندساي لي ووترز على موقع الاتحاد الدولي لكرة المضرب (الإنجليزية)
- ليندساي لي ووترز على موقع خلاصة التنس.كوم (الإنجليزية)
- ليندساي لي ووترز على موقع إي إس بي إن.كوم (الإنجليزية)

- الموقع الرسمي